# تئاتر باستانی اپیداروس
تئاتر باستانی اپیداروس یک سالن تئاتر در شهر یونانی اپیداروس است، که در جنوب‌شرقی معبد خدای یونانی باستان شفا، اسقلبیوس است. این تئاتر که در سده چهارم پیش از میلاد ساخته شده‌است، از دیدگاه زیبایی‌شناسی و آکوستیک، یکی از کامل‌ترین تئاتر یونان باستان به‌شمار می‌رود.

## تاریخ
به گفتهٔ پوسانیاس، تئاتر باستانی در سده چهارم پیش از میلاد ساخته شده‌است. پوسانیاس تئاتر را برای تقارن و زیبایی آن ستایش می‌کند. با داشتن ظرفیت ۱۳٬۰۰۰ تا ۱۴٬۰۰۰ تماشاچی، این تئاتر میزبان خنیاگری، خوانندگی و بازی‌های درام می‌شد که بخشی از پرستش اسقلبیوس بود. همچنین از این تئاتر به عنوان ابزاری برای شفای بیماران به کار برده می‌شد، زیرا این باور وجود داشت که تماشای نمایش‌های درام تأثیر مثبتی بر سلامتی فیزیکی و روانی بیماران داشت.
امروزه این بنا، گردشگران یونانی و خارجی زیادی را به خود جذب م‌کند و از آن برای اجرای نمایش‌های درام به کار برده می‌شود. نخستین اجرای امروزی در تئاتر، الکترا از سوفوکل بود.
به دلیل جنگ جهانی دوم، اجراها متوقف شدند. اجراهای تئاتری، به گونهٔ جشنواره‌های برنامه‌ریزی‌شده، دوباره در سال ۱۹۵۴ آغاز شدند. در سال ۱۹۵۵، به عنوان یک رویداد سالانه برای نمایش درام باستانی بنیان‌گذاری شد. جشنواره اپیداروس تا امروزه ادامه دارد و در ماه‌های تابستان اجرا می‌شود.